# 유기산
유기산(有機酸, 영어: organic acid)은 산성을 띠는 유기 화합물의 총칭하는 용어이다. 무기산은 광물계에서 얻을 수 있는 반면, 유기산은 생명체에서 얻을 수 있다. 유기산은 물에 녹는 것과 그렇지 않은 것이 있다. 물에 녹는 경우 산의 일반적인 특성과 같이 수용액에서 수소 이온(H+)을 생성하며 청색 리트머스를 붉게 변화시킨다. 물에 녹지 않는 경우 수산화 나트륨과 같은 수산화 알칼리와 반응하여 물에 녹는 염을 생성한다.

## 작용기를 갖는 산성 유기 화합물의 부류
1. 카복실산 (RCOOH)
2. 설핀산 (RSO2H)
3. 설폰산 (RSO3H)
4. 페놀 (ArOH)
5. 싸이오페놀 (ArSH)
6. 옥심 (RCH＝NOH)
7. 엔올 (RCH＝C(OH)R')
8. 이미드 (RCONHCOR')
9. 방향족 설폰아마이드 (ArSO2NH2, ArSO2NHR)
10. 일차 및 이차 나이트로 화합물 (RCH2NO2, R2CHNO2)

### 산성 세기에 따른 분류
카복실산, 설핀산, 설폰산은 다른 유기산에 비해 비교적 산성이 강하고, 설폰산은 황산과 비슷한 정도의 산성을 띤다. 반면, 페놀, 엔올, 이미드 등의 유기산은 탄산보다도 산성이 약해 탄산 나트륨 수용액에는 녹지 않고, 수산화 나트륨 수용액에 녹는다. 페놀(4) 이하의 화합물 중에서도 특정의 치환기나 고리식의 구조를 갖는 특정 유기 화합물은 카복실산보다 더 강한 산성을 띠는 경우가 있다. 위에서의 언급처럼 다양한 유기산이 존재하지만 가장 대표적인 유기산은 카르복실산으로 –COOH의 작용기를 갖는다.

## 유기산의 사용
유기산은 여러 분야에 사용된다. 포름산 또는 아세트산은 염산 등의 다른 강한 무기산보다 금속과의 반응성이 훨씬 낮다. 따라서 고온에서 금속과 강산 간에 긴 접촉 시간이 필요할 때 사용된다. 아세트산과 시트르산과 같은 유기산은 생물학적으로 적합한 완충 용액에 사용된다. 시트르산과 옥살산은 산으로서 산화 철을 용해시키며 강한 무기산과 같이 금속을 손상시키지 않기 때문에 녹 제거제로 사용될 수 있다.

### 식품에서의 사용
유기산은 식품 보존(항균제로서의 작용)에 사용된다. 유기산은 세균의 세포벽을 투과하고, 세균의 정상적인 생리 작용을 방해할 수 있다. 이는 pH 민감성이라고 하는 내부와 외부의 pH 차이를 견디지 못하는 성질을 이용한다. 이 영향을 받는 세균의 예로는 대장균, 살모넬라균 등이 있다. pH가 중성에 가깝거나 산으로 치우친 유기산이 세균으로 확산되면 산은 세균 내부 pH를 떨어뜨려 세균의 생장을 저해하거나 중단시키는 기능을 한다. 또한 수소이온(H+) 외의 음이온 부분은 세균 내 축적되어 삼투압 상승을 초래하며 세균의 생존에 부적합한 환경을 만든다.

### 동물 사료에의 적용
유기산은 동물이나 식물 조직의 구성 성분으로 널리 분포되어 있다. 유기산을 사료에 첨가하면 소장에서 해리가 되지 않도록 하며 항균 작용을 통해 세균 개체군이 위치한 위장관까지 도달한다. 가금류 및 돼지에 유기산을 사용함으로써 성장 촉진mm의 효과와 성능의 향상, 감염 등에 대한 예방 효과를 낼 수 있다.

## 유기산의 예
- 젖산
- 아세트산
- 폼산
- 시트르산
- 옥살산
- 아스코르브산
- 요산
- 뷰티르산
- 스테아르산
- 프로피온산

## 같이 보기
- 유기염기

## 참고 문헌
- 세화. 화학대사전(2001)
- 학술논문 Dibner J.J 외 1명. Use of Organic Acids as a Model to Study the Impact of Gut Microflora on Nutrition and Metabolis.
- Patanen, K. H.; Mroz, Z. (1999). "Organic acids for preservation". In Block, S. S. (ed.). Disinfection, sterilization & preservation (5th ed.). Philadelphia: Lea Febiger.
- 저널 Brul, S.; Coote, P. (1999). "Preservative agents in foods, mode of action and microbial resistance mechnismes"